# Natalie Good
Natalie Good (ur. 9 stycznia 1990) – nowozelandzka snowboardzistka, specjalistka w slopestyle'u. Jak do tej pory nie brała udziału w igrzyskach olimpijskich ani w mistrzostwach świata, ani w pucharze świata.